# I Want Out
I Want Out je pjesma njemačkog power metal sastava Helloween s albuma Keeper of the Seven Keys, Part 2, koja je izdana kao singl 1988. godine.
Napisao ju je Kai Hansen, koji je, kako je rekao u intervjuu, ovom pjesmom želio dati znak da zaista želi ići "vani" iz sastava. Glazbeno, pjesma je prepoznatljiva po uvodnom gitarskom riffu, te po karakteristično visokom vokalu Michaela Kiskea. Također se može primijetiti da je ova pjesma poprimila utjecaj punka (naročito u buntovnim stihovima) za razliku od ostalih pjesama Helloweena ili ostalih radova Kai Hansena nastalih po napuštanju sastava.
Ona je jedna od najprepoznatljivijih pjesama grupe Helloween, i često je izvođena uživo na koncertima Helloweena i Kaijevog sadašnjeg sastava Gamma Ray.